# Rinamba platyfemur
Rinamba platyfemur är en stekelart som först beskrevs av Marsh 1993.  Rinamba platyfemur ingår i släktet Rinamba och familjen bracksteklar. Inga underarter finns listade i Catalogue of Life.